# تشان سو سين
تشان سو سين (بالصينية: 曾士生) (بالإنجليزية: Chan Soo Sen)‏ هو سياسي سنغافوري، ولد في 1 أكتوبر 1956. حزبياً، نشط في حزب العمل الشعبي. وقد انتخب عضو مجلس الشعب السنغافوري عن دائرة Joo Chiat Single Member Constituency ‏ وقد انضم خلال فترته النيابية ‏  للكتلة البرلمانية حزب العمل الشعبي وانتخب عضو مجلس الشعب السنغافوري.